# Orest Ranum
Orest Allen Ranum, né en 1933, est un historien américain.

## Biographie
Professeur à l'université Johns-Hopkins de Baltimore, Orest Ranum a consacré ses recherches au XVIIe siècle français. Il a notamment étudié le personnel ministériel sous Richelieu et a travaillé sur la Fronde.
En 1994-1995, il a assuré au Collège de France un cours sur « La France des années 1650 : histoires et historiographies ».
Orest Ranum est membre de la Société des lettres, sciences et arts de l'Aveyron et a obtenu le prix Cabrol en 2021.

## Œuvres
- Richelieu and the councillors of Louis XIII. A study of the secretaries of State and superintendents of finance in the ministry of Richelieu (1635-1642), Oxford : Clarendon press, 1963
  - Trad. fr. : Les créatures de Richelieu. Secrétaires d'état et surintendants des finances (1635-1642), Paris : A. Pedone, 1966 (préf. de R. Mousnier)
- Paris in the age of absolutism. An essay, New York ; London ; Sydney : J. Wiley and sons, 1968
  - Trad. fr. : Les Parisiens du XVIIe siècle, Paris : A. Colin, 1973
- National consciousness, history, and political culture in early modern Europe, Baltimore ; London : Johns Hopkins University press, 1975 (dir.)
- Artisans of glory. Writers and historical thought in seventeenth-century France, Chapel Hill : University of North Carolina press, 1980
- Pierre Prion, scribe. Mémoires d'un écrivain de campagne au XVIIIe siècle, Paris : Gallimard : Julliard, 1985 (édition, en coll. avec E. Le Roy Ladurie)
- The Fronde. A French revolution (1648-1652), New York ; London : W. W. Norton, 1993
  - Trad. fr. : La Fronde, Paris : Ed. du Seuil, 1995
- Mémoires de Guillaume Tronson sur les troubles de Paris au commencement de l'année 1649, Paris : H. Champion, 2003 (édition, en coll. avec P. Ranum)